# Nicholas Pert
Nicholas Pert (ur. 22 stycznia 1981 w Ipswich) – angielski szachista, arcymistrz od 2004 roku.

## Kariera szachowa
Wielokrotnie reprezentował barwy Anglii na mistrzostwach świata i Europy juniorów w różnych kategoriach wiekowych, zdobywając dwa medale: złoty (1998, Oropesa del Mar, MŚ do 18 lat) oraz brązowy (1993, Szombathely, ME do 12 lat). Był również wielokrotnym finalistą indywidualnych mistrzostw Wielkiej Brytanii, zarówno w szachach klasycznych (dwukrotny medalista: w 2010 srebrny oraz w 2014 brązowy), jak i szybkich, w tej drugiej odmianie w 2004 zdobywając tytuł mistrza kraju.
W 1995 zdobył złoty medal za indywidualny wynik na IV szachownicy podczas rozegranej na Wyspach Kanaryjskich olimpiady juniorów do 16 lat. W 2005 i 2007 wystąpił w reprezentacji Anglii na drużynowych mistrzostwach Europy, natomiast w 2006 na olimpiadzie szachowej.
Do sukcesów Nicholasa Perta w turniejach międzynarodowych należą dwukrotne I m. w Oakham (2000, 2001), dz. III m. w Hoogeveen (2003, za Ernestem Inarkijewem i Zwiadem Izorią, wspólnie z Ianem Rogersem i Aleksandrem Motylowem), dz. III m. w Hastings (2006/07, za Merabem Gagunaszwilim i Walerijem Niewierowem, wspólnie z Wiaczesławem Ikonnikowem, Aleksandrem Czerniajewem, Zvulonem Gofshteinem, Bogdanem Laliciem i Milošem Pavloviciem), dz. I m. w Dublinie (2007, międzynarodowe mistrzostwa Irlandii, wspólnie z Markiem Hebdenem), I m. w Crowthorne (2008) oraz I m. w Sunningdale (2014).
Najwyższy wynik rankingowy w dotychczasowej karierze osiągnął 1 listopada 2010; mając 2570 punktów, zajął wówczas 7. miejsce wśród szachistów angielskich.

## Życie prywatne
Jego brat bliźniak, Richard, również jest znanym szachistą i posiada tytuł mistrza międzynarodowego.